# Gallizien
Gallizien (szlovénül: Galicija) osztrák község Karintia Völkermarkti járásában. 2016 januárjában 1775 lakosa volt.

## Elhelyezkedése

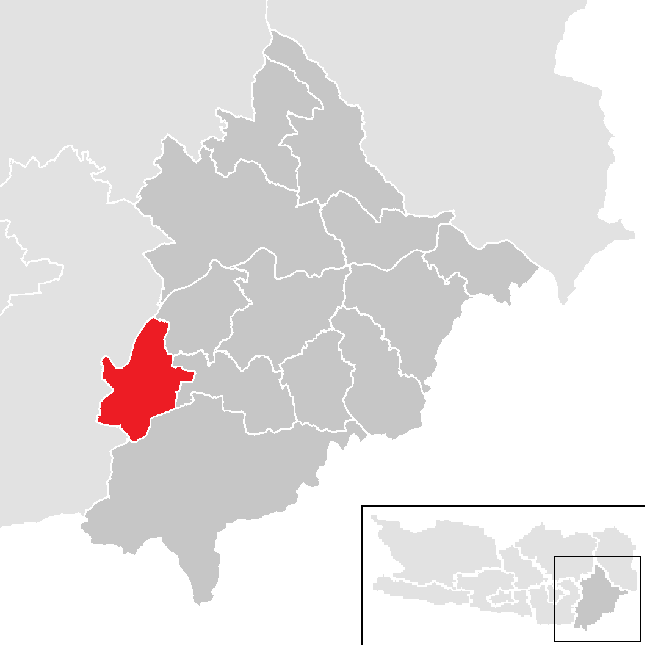
Gallizien a Völkermarkti járásban

Gallizien Karintia délkeleti részén helyezkedik el, a Rosental és a Jauntal völgyek között. Folyója a Vellach, amely a Drávába ömlik. Az önkormányzathoz 20 kisebb-nagyobb falu és településrész tartozik: Abriach (68 lakos), Abtei (131), Dolintschach (22), Drabunaschach (40), Enzelsdorf (114), Feld (23), Freibach (41), Gallizien (286), Glantschach (164), Goritschach (111), Krejanzach (76), Linsendorf (7), Möchling (92), Moos (108), Pirk (30), Pölzling (31), Robesch (38), Unterkrain (61), Vellach (135), Wildenstein (202).
A környező települések: északkeletre Sankt Kanzian am Klopeiner See, keletre Sittersdorf, délre Eisenkappel-Vellach, délnyugatra Zell, nyugatra Sankt Margareten im Rosental, északnyugatra Ebenthal in Kärnten. 

## Története

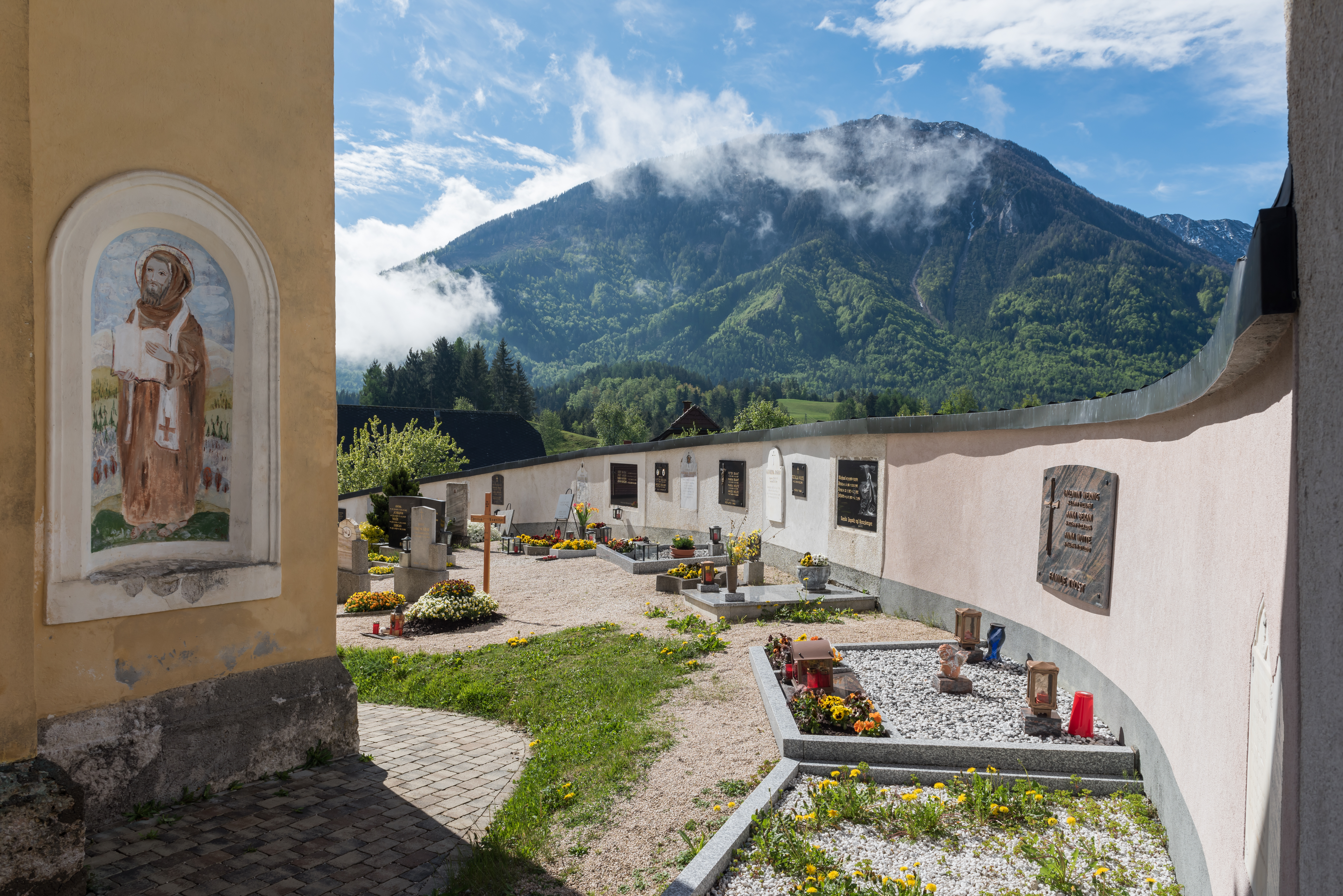
Abtei Szt. Leonard-templomának temetője

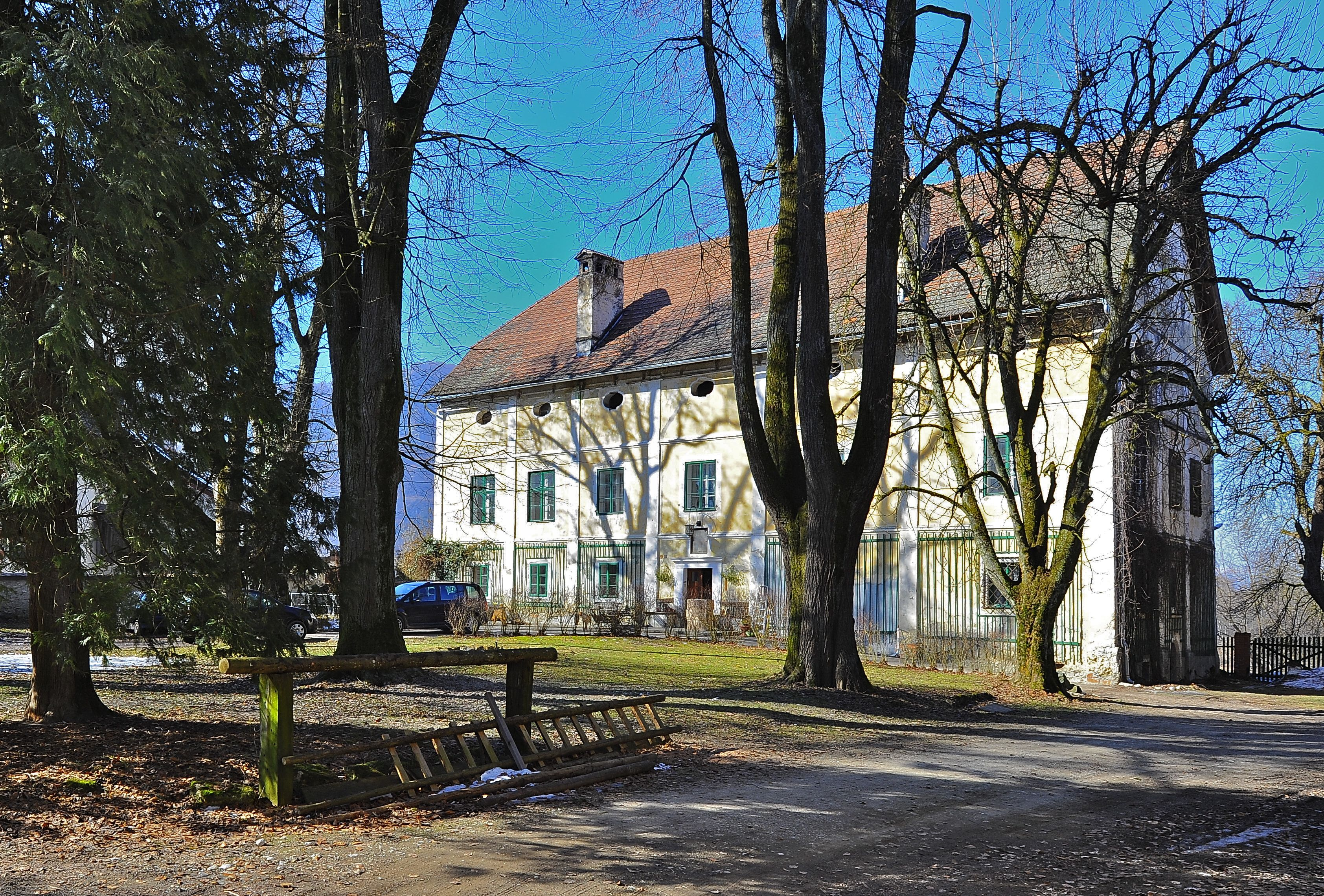
A möchlingi kastély

Gallizien területe a római időkben is lakott volt, erről tanúskodnak a Möchlingben talált villa alapjai és egy település maradványai. A népvándorlás korának végén szláv karantánok telepedtek meg, a környező hely- és falunevek nagy része is szláv eredetű (pl. Dolintschach, Goritschach stb.). A 12. század elején a Rechberg család felépítette Wildenstein várát, amit egy földrengés 1348-ban ledöntött és ma csak a romjai láthatóak. A 12. században IV. Henrik karintiai herceg Möchlinget és környékét Sankt Paul kolostorának adományozta. 
A gallizieni Idősebb Jakab apostol-templomot az ágoston-rendi eberndorfi apátság emeltette. A helyet a 15. századig Gestidorfnak hívták, csak ekkor kapta a Gallizien nevet Jakab apostol híres Santiago de Compostela-i zarándokhelye után.
A 15. század végén a törökök ötször is végigfosztogatták Karintiát (először 1473-ban); ekkor Gallizient és környékét is feldúlták, templomát felgyújtották. 
A gallizieni önkormányzat 1850-ben jött létre. 1865-ben egy átalakítás során területe nagy részét elveszítette, de 1944-ben hozzácsatolták Möchlinget és Vellachot. 
A 19. század végén és a 20. század elején a helyi lakosság többsége még szlovén volt. 1888-ban megalakult a helyi Cirill és Metód Társaság, 1907-ben pedig szlovén iskola nyílt. Miután Dél-Karintia 1920-ban a Jugoszláviával való összecsapások ellenére Ausztria része maradt, a szlovén értelmiséget elüldözték. A második világháborúban, 1942 áprilisában mintegy ezer szlovént kitelepítettek Dél-Karintiából. A jugoszláv partizánok ezután gerillaakciókat hajtottak végre, és 1942 augusztusában Robeschben kisebb összecsapásra került sor köztük és egy SS-alakulat között. 

## Lakosság

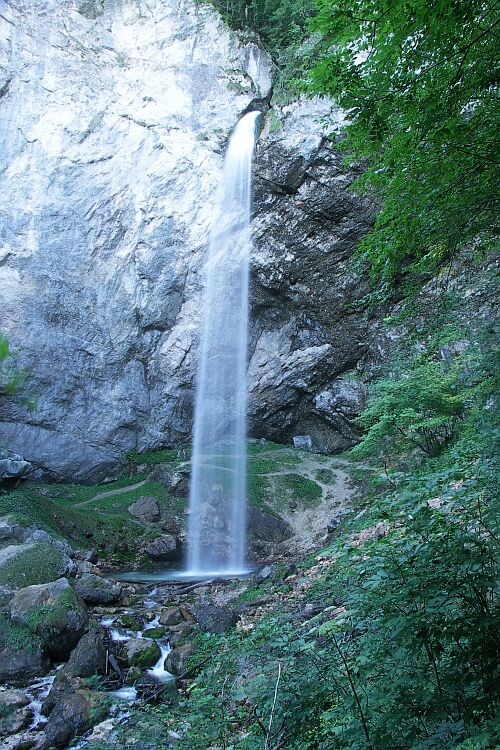
A wildensteini vízesés

A gallizieni önkormányzat területén 2016 januárjában 1775 fő élt, ami némi visszaesés a 2001-s 1825 lakoshoz képest. Akkor a lakosok 97,8%-a osztrák, 1,2%-a pedig német állampolgár volt. A helybeliek 8,5%-a volt szlovén anyanyelvű. 92,2% katolikusnak, 1,8% evangélikusnak, 4,2% pedig felekezet nélkülinek vallotta magát. 

## Látnivalók
- a gallizieni Szt. Jakab-plébániatemplom. Madonnája 1425-ből származik.
- a möchlingi Szt. Pál-templom
- az 54 méteres wildensteini vízesés
- a möchlingi kastély

## Fordítás
- Ez a szócikk részben vagy egészben  a   Gallizien című német Wikipédia-szócikk ezen változatának fordításán alapul.  Az eredeti cikk szerkesztőit annak laptörténete sorolja fel. Ez a jelzés csupán a megfogalmazás eredetét és a szerzői jogokat jelzi, nem szolgál a cikkben szereplő információk forrásmegjelöléseként.